# 佛雷德里科·查韦斯·格德斯
弗雷德里科·查韦斯·格德斯（Frederico Chaves Guedes，1983年10月3日—），簡稱弗雷德，巴西足球運動員，司職前鋒；現效力巴西足球甲級聯賽球隊富明尼斯，曾是巴西國家足球隊隊員。

## 簡歷
弗雷德於巴西球會阿美利加明尼路出身，在效力該球會期間，他創下了巴西聯賽的最快入球紀錄，他在該場比賽僅開始3.17秒便攻入一球。他的表現在巴西國內引來注意，並在2004年改投另一支巴西球會克鲁塞罗。費特轉會表現更加突出，於一季上陣43場，射入40球。
2005年8月，弗雷德離開巴西，轉會至法國甲組聯賽霸主里昂。在剛加盟第一季，他成功取得主力位置，上陣31場入14球，成为當季法甲银靴射手。第二年他亦帮助里昂贏得法甲聯賽冠軍，协助里昂締造五連霸。但在2006-07赛季，他的主力位置逐渐被卡里姆·本泽马取代，佛雷德也因此受到其他一些俱乐部的邀请，如英超球队曼城及切尔西等。
於2009年2月，弗雷德離開效力了三年多的里昂，轉投巴西球隊富明尼斯。
他曾入選巴西國家隊出戰2006年世界杯，自世界杯後他也成为了球队的主力之一。
在2014年世界杯擔任正選，但表現令人失望，只入了1球，在巴西歷史性以1-7敗於德國後宣佈退出國家隊。

## 外部連結
- 佛雷德里科個人網站